# Игнатовка
Игнатовка — посёлок городского типа Майнского района Ульяновской области, административный центр Игнатовского городского поселения.

## География
Игнатовка расположена на реке Гуща в 19 км к югу от районного центра Майна в степной местности.

## История
Село Игнатовка возникло в конце XVII века.
В 1708 году село Игнатовка, вошло в состав Симбирского уезда Казанской губернии (1708—1781).
В 1780 году село Игнатовка, вошло в состав Тагайского уезда Симбирского наместничества.
В 1802 году Игнатовка вошла в состав 3-го стана Сенгилеевского уезда Симбирской губернии .
В 1812 году симбирский губернатор — князь А. А. Долгоруков (1767—1834) купил имение в селе Игнатовка своей жене Маргарите Ивановне (1785—1814).
В 1850 году князем была «заведена» суконная вотчинная мануфактура.
В 1852 году князем Алексеем Алексеевичем Долгоруким (сын от второго брака) построен каменный храм во имя Архистратига Божия Михаила.
В конце XIX века в селе проживало до 1300 человек, действовали водяная и ветряная мельницы, фабричная и торговая лавки, кабак.
В 1929 году был организован колхоз 1-я Пятилетка. Но из-за этого, что основная часть населения Игнатовки работала на суконной фабрике имени Степана Разина, колхоз в 1935 году был укрупнён с колхозом имени VI съезда Советов села Скрипино Поповского сельского Совета.
В 1931 году в Игнатовке насчитывалось 268 дворов с населением 990 человек.
В 1945 году село преобразовано в рабочий посёлок.
В 1946—1956 годах Игнатовка была центром Игнатовского района.
В 2003 году на базе бывшей суконной фабрики было образовано ООО «Химтекс-РТИ», которое производит технические ткани. В 2008—2013 годах оно построило новые корпуса. Центральный офис находится в Саранске.
С 2005 года административный центр Игнатовского городского поселения.

## Население
В 1780 году в селе жило 121 ревизская душа.
В 1859 году в селе жило 993 человека.
В 1900 году  в 155 двор. 556 м. и 595 ж.
Население 2585 жителей (2007 год). Большинство — русские, проживают также мордва, чуваши, татары и украинцы
| 1959  | 1970  | 1979  | 1989  | 2002  | 2009  | 2010  | 2012  | 2013  |
| ----- | ----- | ----- | ----- | ----- | ----- | ----- | ----- | ----- |
| 4032  | ↗4209 | ↘3531 | ↘3250 | ↘2878 | ↘2552 | ↘2285 | ↘2235 | ↘2210 |
| 2014  | 2015  | 2016  | 2017  | 2018  | 2019  | 2020  | 2021  |       |
| ↘2152 | ↘2112 | ↘2049 | ↘2013 | ↘1967 | ↘1909 | ↘1845 | ↗1915 |       |

В Игнатовке жил и работал Трофимов, Сергей Петрович — полный кавалер орденов Славы.

## Инфраструктура
В посёлке имеются: две школы, больница, две библиотеки, детский сад, филиал комбината бытового обслуживания.

## Достопримечательности
- Суконная фабрика купца:

- Здание производственного корпуса (1912 г.)
- Здание отделочного корпуса (1913 г.)
- Здание отделочного корпуса (1913 г.)
- Здание конторы (1935 г.)
- Здание конюшни (1903 г.)
- Здание конюшни (1906 г.)
- Труба (1912 г.)
- Ансамбль фабричного посёлка суконной фабрики, кон. XIX в.[26]
- Здание магазин, кон. XIX в[26].
- Здание фабричной больницы, кон. XIX в.  Особняк купеческий  кон. XIX в.[26]
- Дом жилой для рабочих фабрики, кон. XIX в.[26]
- Дом жилой для рабочих фабрики, кон. XIX в.[26]
- Дом владельца фабрики, 2-я пол. XIX в.[26]
- Дом жилой с оранжереей, нач. XX в.[26]
- Дом управляющего фабрикой, кон. XIX в.[26]
- Церковь, кон. XIX в.[26]
- Производственный корпус винокуренного завода купца Виноградова, 1907 г.[26]
- Памятник воинам, погибшим в Великой Отечественной войне[27].

## Галерея

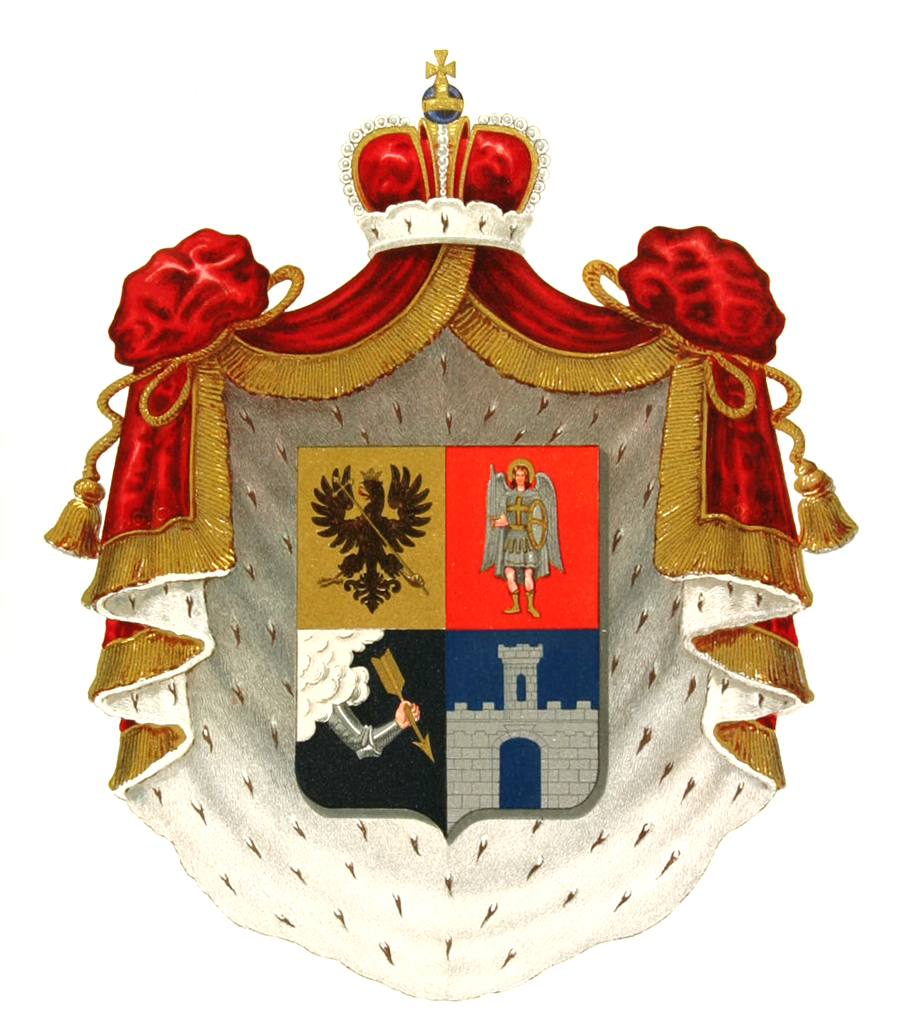
Родовой герб Долгоруковых.
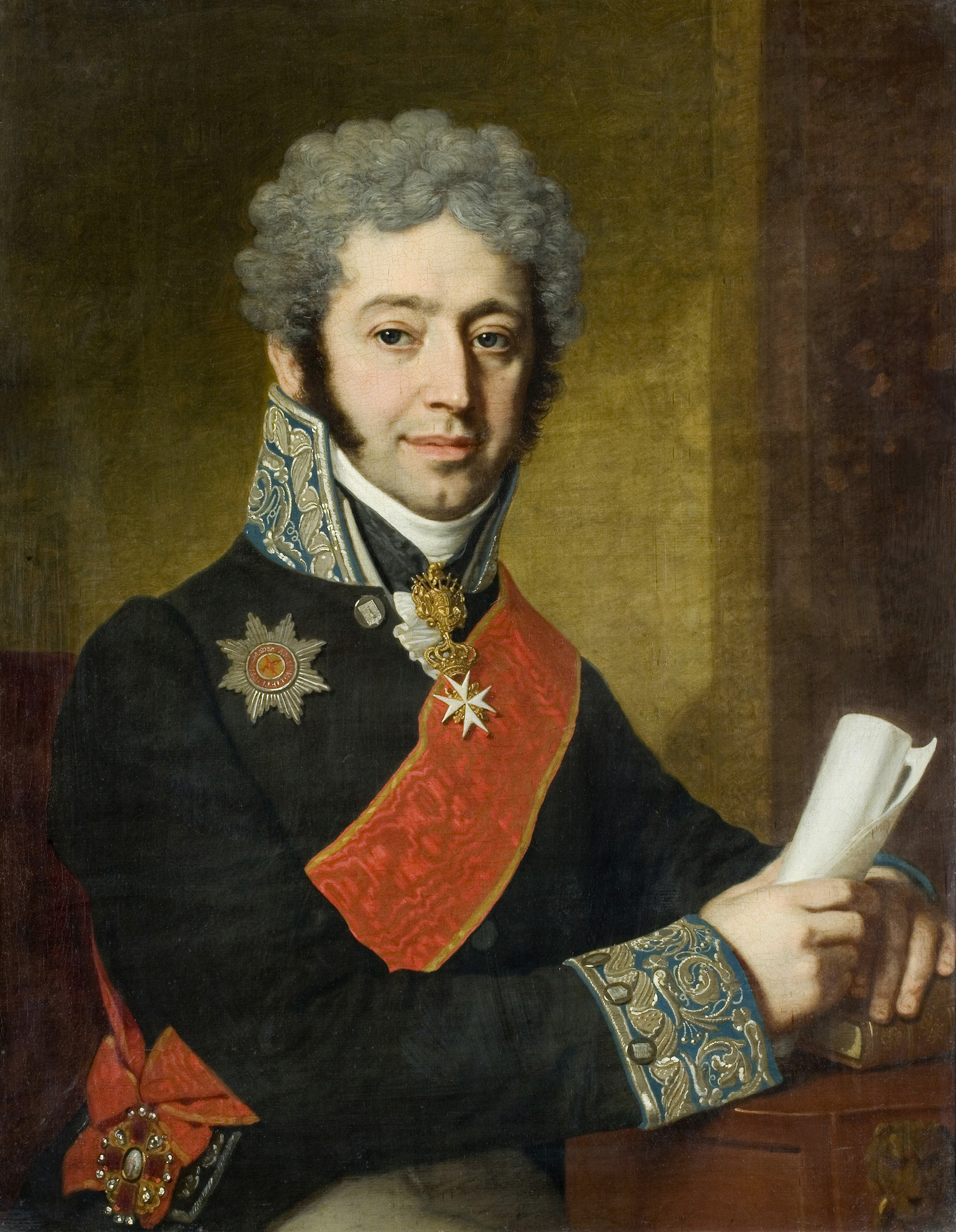
Князь Алексей Алексеевич Долгоруков (1775—1834).
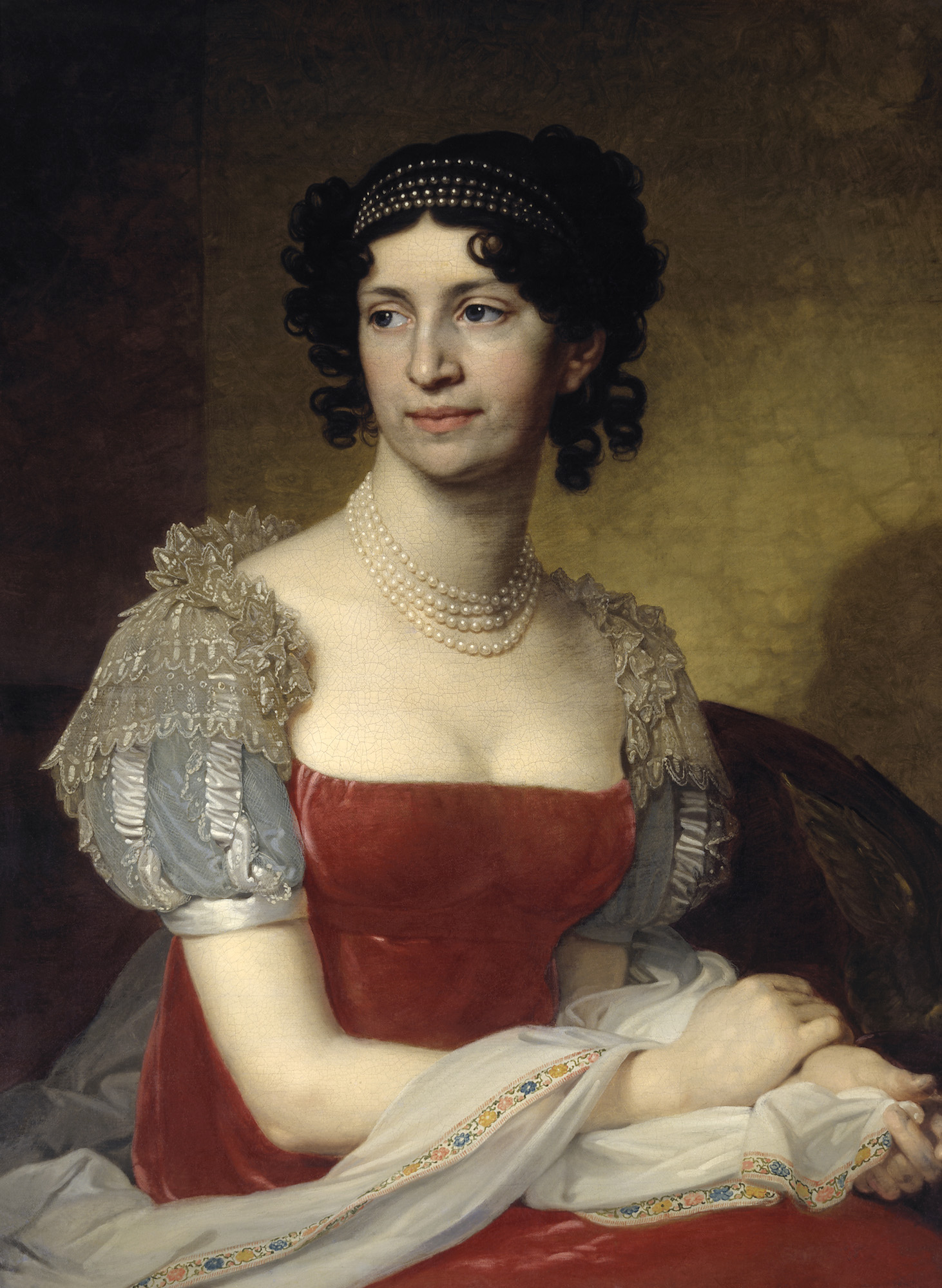
Княгиня Маргарита Ивановна Долгорукая (1785-1814), 1-я жена князя А. А. Долгорукого (1775—1834), от которого имела 4 сыновей: Ростислава, Юрия, Сергея и Григория. Умерла в 1814 г. погребена в Симбирске, где ее муж тогда был губернатором.